# Belmont (Jura)
Belmont is een gemeente in het Franse departement Jura (regio Bourgogne-Franche-Comté) en telt 257 inwoners (1999). De plaats maakt deel uit van het arrondissement Dole.

## Geografie
De oppervlakte van Belmont bedraagt 15,9 km², de bevolkingsdichtheid is 16,2 inwoners per km².

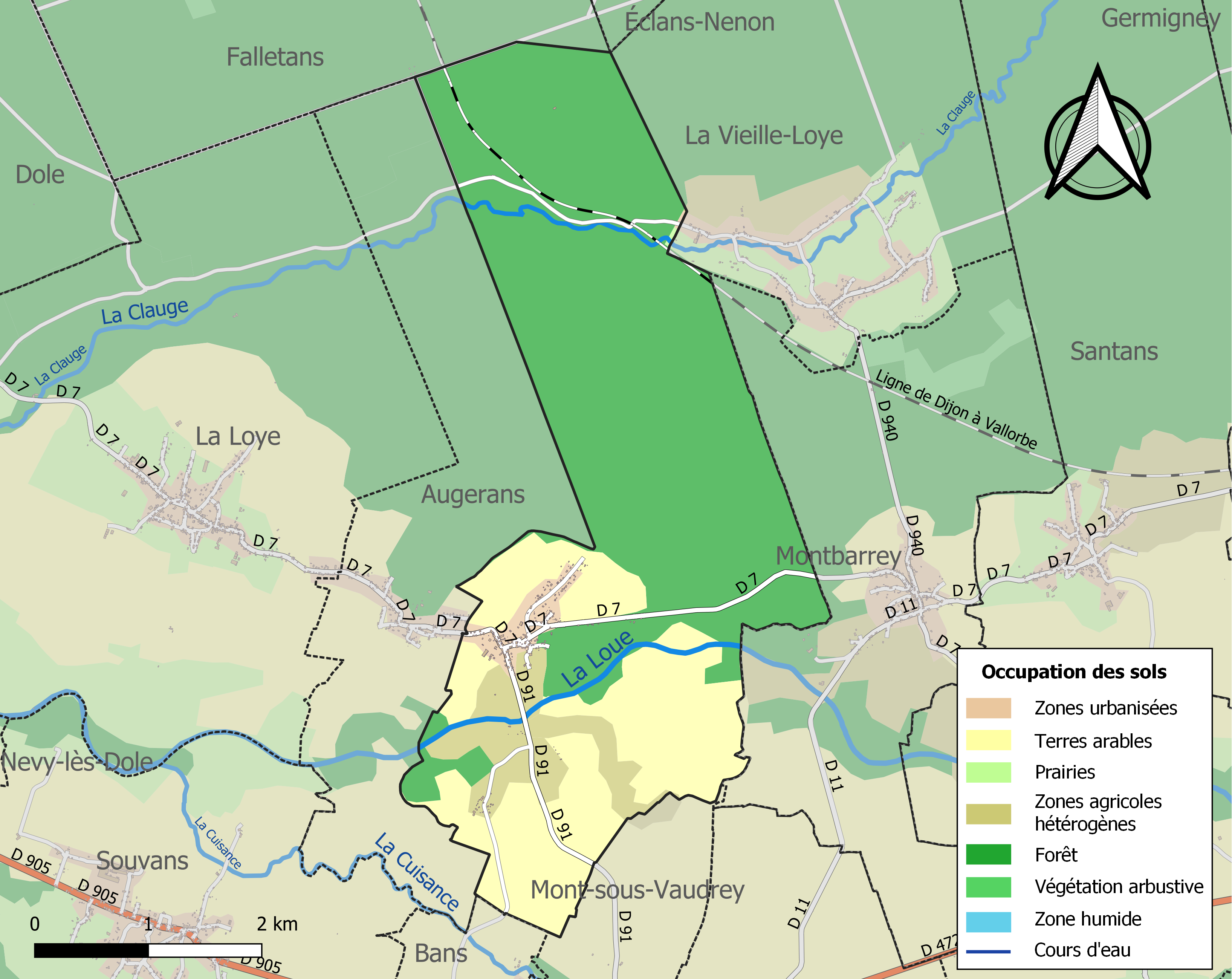
Kaart van de gemeente met de belangrijkste infrastructuur, bodemgebruik en omliggende gemeenten

De plaats ligt aan de rivier Loue.

## Demografie
Onderstaande figuur toont het verloop van het inwonertal (bron: INSEE-tellingen).

## Aangrenzende gemeenten
Belmont grenst aan de volgende gemeenten:
- Augerans en La Loye in het westen.
- Bans, Vaudrey en Mont-sous-Vaudrey in het zuiden.
- Montbarrey en La Vieille Loye in het oosten.